# Turistická značená trasa 5641
 Turistická značená trasa č. 5641 měří 3,1 km; spojuje obec vrchol Tlstá s rozcestím Zadná Ostrá v pohoří Velká Fatra na Slovensku.

## Průběh trasy
Z vrcholu Tlsté stoupá po hřebeni na vrcholy Lubená (1414  m n. m., rozcestí Bágľov kopec) a Bágľov kopec (bez značeného bodu, 1280  m n. m.), odkud sklesá mezi skalním masivem do sedla, následně pokračuje stále po hřebeni k rozcestí Zadná Ostrá. Jedná se o krátkou, spojovací trasu.
| Km  | Místo                 | Navazující a křižující trasy | Souřadnice                       | Nadm. výška  |
| --- | --------------------- | ---------------------------- | -------------------------------- | ------------ |
| 0   | Tlstá                 | 2724                         | 48°56′3″ s. š., 18°58′17″ v. d.  | 1373 m n. m. |
| 0,8 | rozcestí Bágľov kopec |                              | 48°55′56″ s. š., 18°58′52″ v. d. | 1414 m n. m. |
| 3,1 | rozcestí Zadná Ostrá  | 8639                         | 48°55′3″ s. š., 18°58′22″ v. d.  | 1254 m n. m. |

## Galerie

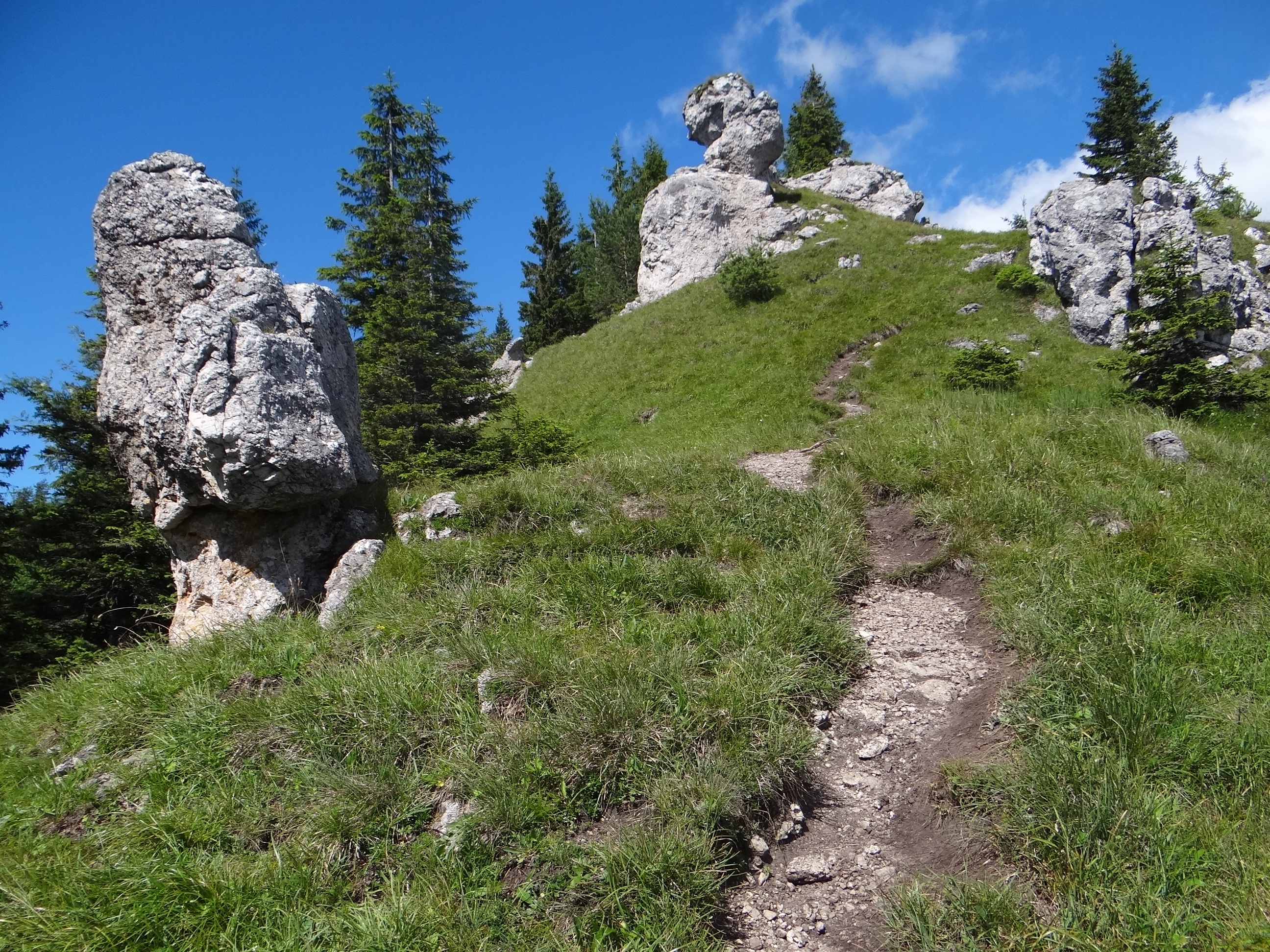
Tlstá
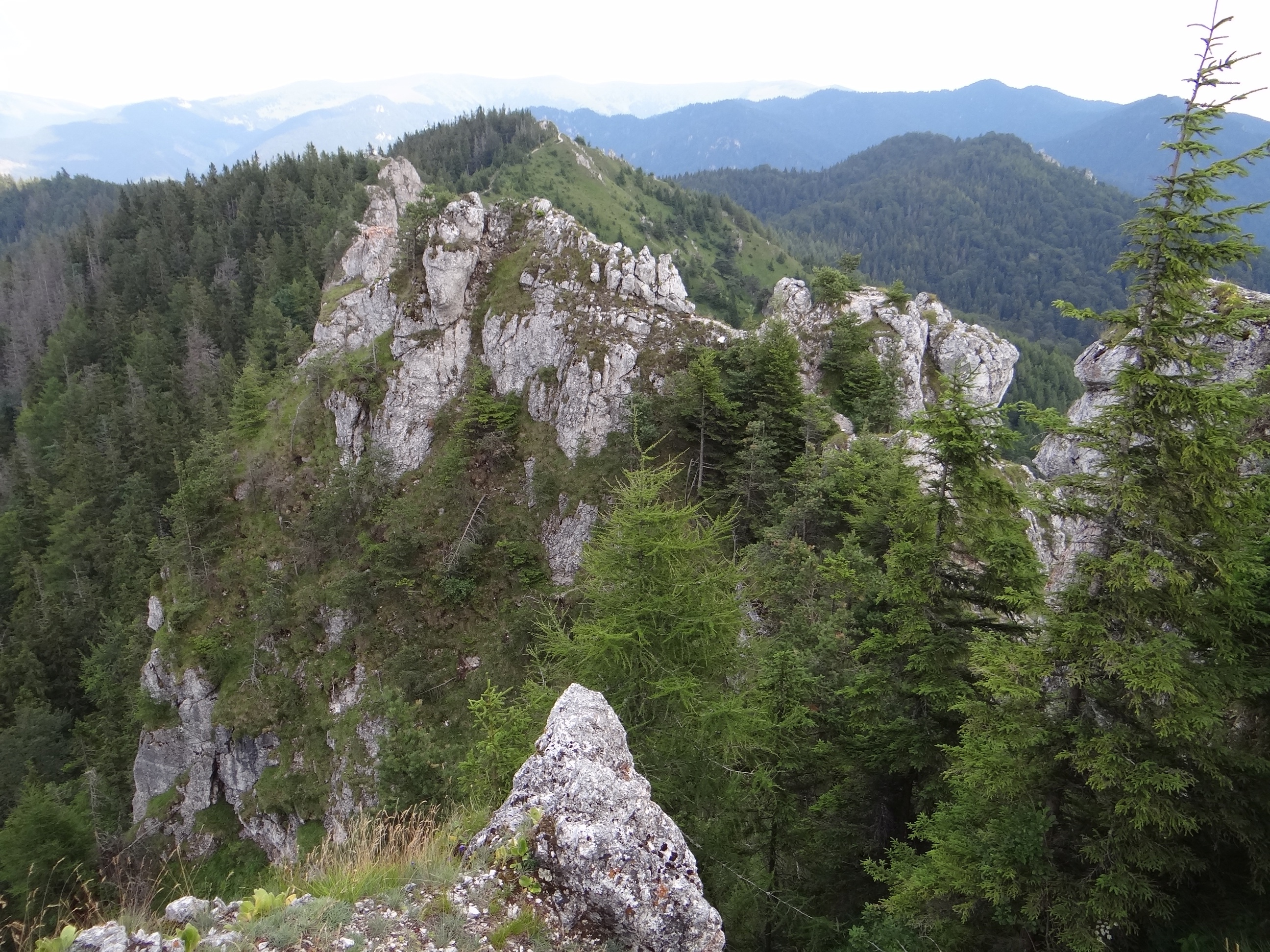
Zadná Ostrá